# Georg Kükenthal
Georg Kükenthal (* 30. März 1864 in Weißenfels; † 20. Oktober 1955 in Coburg) war ein deutscher Theologe und Botaniker. Sein botanisches Autorenkürzel lautet „Kük.“; früher war auch das Kürzel „Kükenth.“ in Gebrauch.

## Leben
Georg Kükenthal wurde 1864 in Weißenfels als Sohn eines königlich-preußischen Steuerinspektors geboren. Sein älterer Bruder war der Zoologe Willy Kükenthal. Er besuchte die Volksschule in Weißenfels und legte 1882 am Stiftsgymnasium in Zeitz das Abitur ab. Es folgte der einjährig-freiwilligen Dienst beim 7. Württembergischen Infanterieregiment Nr. 125.

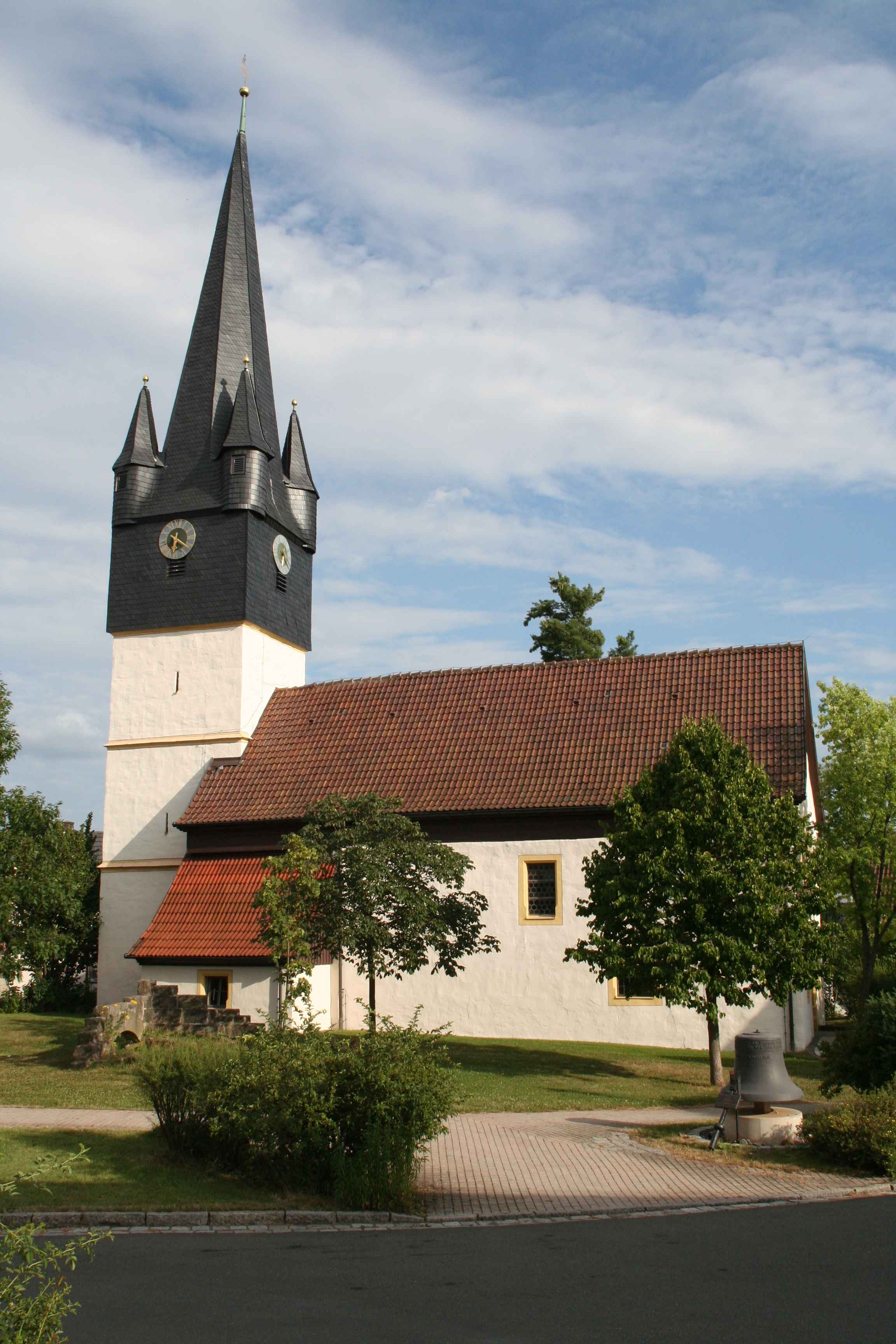
Ev. Kirche St.-Ägidius in Grub am Forst

### Theologische Laufbahn
Kükenthal studierte von 1882 bis 1885 Evangelische Theologie an der Eberhard Karls Universität Tübingen und der Friedrichs-Universität Halle bei Willibald Beyschlag. In Tübingen schloss er sich der Landsmannschaft Ghibellinia an und in Halle der Landsmannschaft Pomerania. Nach dem Umzug seiner Eltern nach Coburg legte er dort 1885 das 1. theologische Staatsexamen und am 29. November die Ordination als Predigtamtskandidat ab. Im Dezember 1886 wurde er Pfarrverweser in Weitramsdorf und von Dezember 1887 bis März 1895 evangelischer Pfarrer in Großwalbur und Breitenau sowie ab 1895 in Grub am Forst. 1907 folgte die Stelle des Stadt- und Oberpfarrers zu St. Moriz in Coburg. 1914 wurde Kükenthal zum Superintendenten von Coburg-Stadt und Land gewählt. Am 8. Juli 1920 folgte schließlich die Wahl zum letzten Generalsuperintendenten und somit obersten Geistlichen der selbstständigen Landeskirche Coburg. Nachdem sich die Coburger Landeskirche am 1. April 1921 der bayerischen Landeskirche angeschlossen hatte, war Kükenthal bis zu seinem Ruhestand am 1. Juli 1928 Leiter des evangelisch-lutherischen Dekanats Coburg.

### Botanische Laufbahn
Bereits in seiner Zeit an der Volksschule in Weißenfels wurde Kükenthal zur Beschäftigung mit Pflanzen angeregt. Er hat nie Botanik studiert, brachte sich jedoch bereits in seinen ersten Jahren als Landpfarrer botanische Kenntnisse bei. Seine erste wissenschaftliche Veröffentlichung auf dem Gebiet der Botanik gab es 1890.
Bei der botanischen Arbeit setzte er früh einen Schwerpunkt auf die Sauergräser (Cyperaceae), die er besonders mit Cornelius Osten erforschte. Später beschäftigte er sich auch mit der komplexen Gattung Rubus, den Weiden (Salix), den Fingerkräutern (Potentilla) und den Rosen (Rosa).
1913 beteiligte er sich auf Einladung der russischen Regierung an einer Exkursion nach Turkestan, die drei Monate dauerte. Bei einer Reise 1914 nach Korsika wurde er vom Ausbruch des Ersten Weltkrieges überrascht und drei Jahre von den Franzosen interniert, bis er im Dezember 1917 nach Coburg zurückkehren durfte.
Für das Werk Das Pflanzenreich von Adolf Engler trug Georg Kükenthal das Kapitel „Cyperaceae-Caricoideae“ 1909 bei und für die 1935 bis 1936 erschienene Auflage schrieb er den Teil „Cyperaceae-Scirpoideae-Cypereae“. 1930 schrieb er zusammen mit Hans Woldemar Schack Beiträge zur Flora von Coburg und Umgebung (Rosen und Brombeersträucher). Im hohen Alter widmete er sich auch noch dem Studium von Moosen. Das 1902 von Adam Brückner (1862–1933) aufgestellte Verzeichnis der im Herzogtum Coburg aufgefundenen Laubmoose mit Einschluß der Torfmoose konnte er um 38 Arten erweitern. Unter seinen 143 veröffentlichten Arbeiten befand sich eine einzige bryologische.
Georg Kükenthal besaß ein 45.000 Belege umfassendes Herbar von Seggen (Carex). Es war damals das größte Herbar der Welt für diese Gattung. Dieses Herbar kam nach Berlin, wo es später durch Brand verlorenging. Im Naturwissenschaftlichen Museum Coburg sind noch Herbarbelege aus anderen Teilen seiner Sammlung erhalten.
Kükenthal war verheiratet und Vater einer Tochter. Seine Frau Martha half auch als Pflanzensammlerin mit; von ihr gesammelte Belegexemplare sind im Herbarium Hamburgense (HBG) vorhanden.

## Ehrungen
- Korrespondierendes Mitglied der Königlichen Botanischen Gesellschaft zu Regensburg (1897)
- Direktor der Académie internationale de géographie botanique (1912).
- Ehrendoktor der Schlesischen Friedrich-Wilhelms-Universität Breslau (1913), in Anerkennung seiner Verdienste um die Erforschung der Cyperaceae
- Aufnahme in die Deutsche Akademie der Naturforscher Leopoldina (zum 90. Geburtstag)
- Bundesverdienstkreuz am Bande (2. Februar 1955)[4]
- Nach ihm benannt ist die Pflanzengattung Kuekenthalia Börner aus der Familie der Sauergrasgewächse (Cyperaceae).[5]